# براهمانا

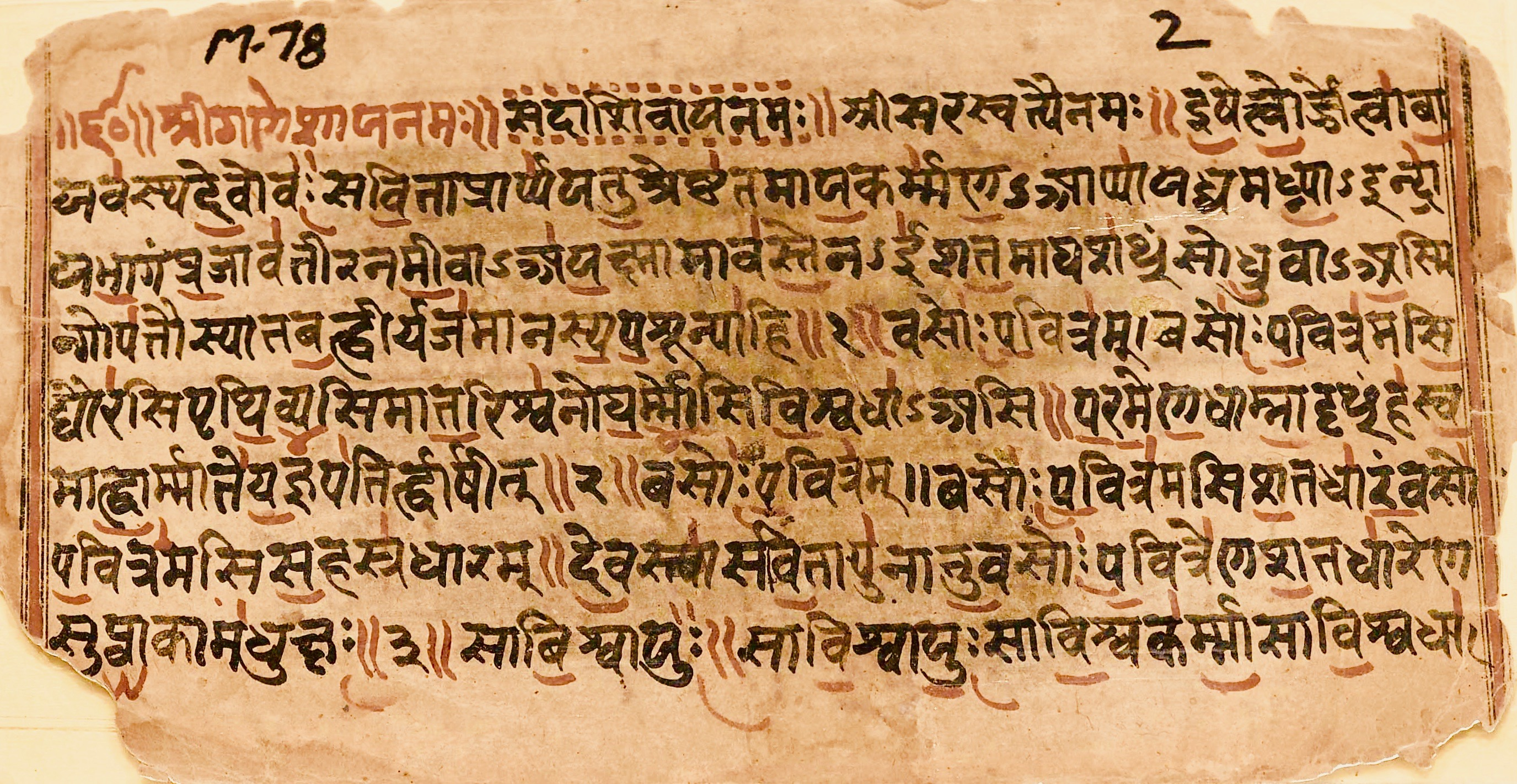

البراهمانا (بالسنسكريتية: ब्राह्मणम्) هي مجموعة من النصوص الدينية المُقدسة أُنشِئت فيما بين 1000 إلى 850 قبل الميلاد. ويقال فيما بين 800 و600 قبل الميلاد. وتتضمن طقوس وواجبات عبادية وتفسير لهذه المناسك. وتساعد الكهنة على أداء الشعائر. كما تشتمل على المناسبات الدينية المختلفة والرقى السحرية، وتقدم مبررات وتفسيرات بالسرد الأسطوري أو بفقه اللغة.
وبالمجمل، تتكون من مجموعات شعرية والتي تسمى «السمهتا» والمكرسة لأغراض شعائرية.